# وليام هانسن (ممثل)
وليام هانسن (بالإنجليزية: William Hansen)‏ مواليد 2 مارس 1911 في تاكوما، الولايات المتحدة - الوفاة 23 يونيو 1975 في لوس أنجلوس، كاليفورنيا، الولايات المتحدة، هو ممثل أمريكي بدأ مسيرته الفنية سنة 1945. امتدت مسيرته الفنية لأكثر من 30 عاما.

## الأعمال
- سايد ستريت
- إنقاذ النمر
- بونانزا
- ميشين إمبوسيبول

## روابط خارجية
- وليام هانسن على موقع IMDb (الإنجليزية)
- وليام هانسن على موقع قاعدة بيانات برودواي على الإنترنت (الإنجليزية)
- وليام هانسن على موقع قاعدة بيانات الفيلم (الإنجليزية)